# Brokigt gräsfly
Brokigt gräsfly (Mythimna languida) är en fjärilsart som först beskrevs av Walker 1858.  Brokigt gräsfly ingår i släktet Mythimna, och familjen nattflyn. Arten förekommer tillfälligt i Sverige, men reproducerar sig inte.